# Uppsägning
Uppsägning är ett begrepp använt inom arbetsrätt och avtalsrätt, innebärande att ena parten i ett avtalsförhållande avser att genom uppsägning få avtalsförhållandet att upphöra.

## Arbete
Inom arbetsrätten regleras uppsägning av anställningsavtal av LAS (1982:80), kollektivavtal eller enskilda avtal (såvida det enskilda avtalet inte inskränker arbetstagarens rättigheter, enligt §2 2st). LAS gäller dock enligt §1 inte alla arbetstagare. Undantagna är företagsledning, familjemedlemmar, hushållsarbetare och arbetstagare som är anställda med särskilt anställningsstöd, i skyddat arbete eller i utvecklingsanställning. 
Uppsägning kan ske antingen från arbetsgivarens eller arbetstagarens sida. Uppsägningen innebär att ett anställningsavtal efter en viss tid (ofta benämnd uppsägningstid) upphör.  
En uppsägning från arbetstagarens sida behöver inte motiveras eller vara skriftlig, medan en uppsägning från arbetsgivarens sida ska vara skriftlig och sakligt grundad. Den sakliga grunden är antingen arbetsbrist eller personliga skäl, och skall anges skriftligt om arbetstagaren begär det (§8). Uppsägning av personliga skäl innebär att den anställde på något sätt har misskött sin anställning men får inte basera sig på händelser som arbetsgivaren har känt till längre bak i tiden än två månader.
I §11 föreskrivs att uppsägningstiden för både arbetsgivare och arbetstagare är minst en månad. Det finns dock undantag enligt §4 och §18, när anställningen av endera parten kan avslutas omedelbart.
Om arbetstagaren säger upp sig har arbetsgivaren rätt till en uppsägningstid av:
- en månad, om inte en längre anges i ett kollektivavtal.

Om arbetstagaren blir uppsagd gäller enligt §11 en längre uppsägningstid än en månad enligt nedan:
- två månader, om den sammanlagda anställningstiden hos arbetsgivaren är minst två år men kortare än fyra år,
- tre månader, om den sammanlagda anställningstiden är minst fyra år men kortare än sex år,
- fyra månader, om den sammanlagda anställningstiden är minst sex år men kortare än åtta år,
- fem månader, om den sammanlagda anställningstiden är minst åtta år men kortare än tio år, och
- sex månader, om den sammanlagda anställningstiden är minst tio år.[1]

## Arbetsbrist
Arbetsbrist är alltid sakligt skäl till uppsägning. Det behöver inte bara vara dålig lönsamhet, utan kan också gälla när till exempel en avdelning läggs ner vid en omorganisering.
Uppsägningar på grund av arbetsbrist ska göras med hänsyn till de regler om turordning som finns i lagen om anställningsskydd. Dessa turordningsregler baseras främst på anställningstiden för de anställda. Arbetsgivaren och den kollektivavtalsslutande fackliga organisationen har dock rätt att avtala bort turordningsreglerna. I sådana fall förhandlar parterna fram en särskild avtalsturlista som ligger till grund för i vilken ordning de anställda ska sägas upp. För högre chefer har facken medgivit fritt avsteg från turordningsreglerna, så att personer fritt kan sägas upp, dock kompenserat med en längre uppsägningstid.

## Fingerad arbetsbrist
Med fingerad arbetsbrist menas att uppsägningen i själva verket hänför sig till den anställde personligen och inte till arbetsbristen. Om så är fallet prövar domstolen uppsägningen som en uppsägning på grund av personliga förhållanden.

## Bostad
På bostadsmarknaden gäller särskilda regler om uppsägning till skydd för den i allmänhet svagare parten, hyresgästen. 
Uppsägningstiden är den tid som löper från den dag uppsägningen delges motparten till dess avtalet upphört att gälla.
- I Sverige: Uppsägningstiden för hyresgästen är alltid högst tre månader även om parterna avtalat om längre uppsägningstid.[4] Har kortare uppsägningstid avtalats ska den gälla mellan parterna. Samma regler gäller för både förstahandskontrakt och andrahandsuthyrning.  Hyresgäst har besittningsskydd, som begränsar hyresvärdens möjligheteratt säga upp hyresavtalet.

- I Danmark: Vid andrahandsuthyrning är det uppsägningstiden i förstahandskontraktet som gäller[5], vilken i regel är 3 månader.